# Raurkela
Raurkela (eller Rourkela) är en stad i den indiska delstaten Odisha, och tillhör distriktet Sundargarh. Folkmängden uppgick till 272 721 invånare vid folkräkningen 2011, med förorter (bland annat Raurkela Industrial Township) 552 239 invånare.